# Taskkill

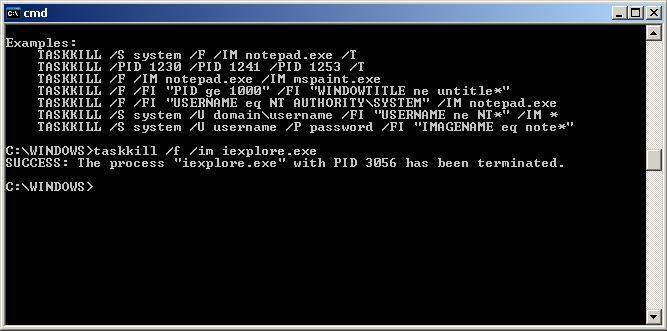
Taskkill

Taskkill – polecenie powodujące zabicie (ang. kill) jednego lub kilku procesów. Wyłączać je można przez podanie PID lub nazwy.

## Ważne parametry
- /s - nazwa lub adres IP komputera, którego zadania chcemy wyłączyć
- /u - pozwala wyłączyć zadania innego użytkownika (domena/użytkownik), czasami wymaga /p - hasła
- /pid - wyłącza proces który ma podany pid (można go poznać np. dzięki poleceniu tasklist)
- /im - wyłącza proces o podanej nazwie
- /f - wymusza zakończenie procesu (wyłączenie procesów zdalnych jest wymuszane automatycznie)
- /t - wyłącza proces i jego procesy podrzędne (jeśli istnieją)
- /fi - filtry:

1. Hostname   - przełączniki - 	eq, ne  	(jako wartość należy podać istniejący łańcuch)
2. Status     - przełączniki -	eq, ne 	        (jako wartość należy podać RUNNING | NOT RESPONDING)
3. Imagename  - przełączniki -	eq, ne 	        (jako wartość należy podać istniejący łańcuch)
4. PID 	   - przełączniki - eq, ne, gt, lt, ge, le 	(jako wartość należy podać liczbę całkowitą dodatnią)
5. Session    - przełączniki -	eq, ne, gt, lt, ge, le 	(jako wartość należy podać istniejący numer sesji)
6. CPUTime    - przełączniki -	eq, ne, gt, lt, ge, le 	(jako wartość należy podać Time hh:mm:ss)
7. Memusage   - przełączniki -	eq, ne, gt, lt, ge, le 	(jako wartość należy podać istniejącą liczbę całkowitą)
8. Username   - przełączniki -	eq, ne 	(jako wartość należy nazwę_użytkownika ([Domena\]użytkownik)).
9. Services   - przełączniki -	eq, ne 	(jako wartość należy podać istniejący łańcuch)
10. Windowtitle- przełączniki - eq, ne 	(jako wartość należy podać istniejący łańcuch)

## Przełączniki
- eq – ang. equal - równy
- ne – ang. not equal - różny
- gt – ang. greater - większy
- lt – ang. least - mniejszy
- ge – ang. greater equal - większy równy
- le – ang. least equal - mniejszy równy

## Przykład
Wyłączenie procesu o identyfikatorze 2000
```
taskkill /pid 2000
```

Wyłączenie procesu o nazwie mspaint.exe
```
taskkill /im mspaint.exe
```

Można też łączyć ze sobą kilka parametrów
```
taskkill /f /fi "PID ge 2000" /im *
```

Polecenie to wymusza wyłączenie wszystkich procesów o pid większym od 2000 i wszystkich nazwach (*).